# Сулейменов, Жусупбек Таширбаевич
Жусупбек Таширбаевич Сулейменов — советский и казахстанский учёный, доктор технических наук, профессор, академик НАН РК (2003).

## Биография
Родился в 13.07.1947 в г. Новоказалинск Кзыл-Ординской области.
Окончил Казахский химико-технологический институт (1971) и аспирантуру Московский химико-технологический институт им. Д. И. Менделеева (1974, с защитой кандидатской диссертации на тему «Синтез стеклокристаллических материалов на основе горной породы (габбро) Таджикистана»).
С 1974 по 1998 г. работал в Джамбулском гидромелиоративно-строительном институте: ассистент, старший преподаватель кафедры «Строительные материалы», доцент, профессор, 1978 по 1991 г. проректор, с 1992 г. ректор.
В 1987 году защитил докторскую диссертацию на тему: «Синтез стекол и стеклокристаллических материалов на основе шлакозольных отходов и разработка их технологии». В 1988 году присвоено звание профессора.
С марта 1998 по 2008 год после объединения трех вузов в Таразский государственный университет им. М. Х. Дулати — его первый проректор. Проректор Таразского института Международного казахско-турецкого университета им. Х. А. Ясави (2008—2011). С 2011 года — зав. кафедрой «Строительные материалы и
конструкций» ТарГУ им. М. Х. Дулати. В настоящее время (2018) — советник ректора.
Член-корреспондент Национальной Академии наук Республики Казахстан (1994), в 2003 г. избран академиком.
На базе научно-исследовательской проблемной лаборатории строительных материалов создал научное направление в области химической технологии силикатов. Изучил процессы спекания, силикатообразования, стеклообразных систем. Разработал стеклокристаллические материалы без ввода инициатора кристаллизации и технологию ряда эффективных силикатных материалов, таких как шлакоситалл, стеклокристаллит, сигран, авантюриновое стекло, стеновая и техническая облицовочная керамика, полимербетоны и серобетоны на основе отходов промышленности.
Автор более 100 научных работ, в том числе 2 монографий, получил 42 авторских свидетельства и патентов на изобретения.

## Награды
- Награждён серебряной и бронзовой медалями ВДНХ (1987, 1989);
- 2009 (6 октября) — Нагрудный знак МОН РК «Почетный работник образования Республики Казахстан»;
- 2012 (5 декабря) — почётное звание «Қазақстанның еңбек сіңірген қайраткері» (Заслуженный деятель Казахстана);[1]
- 2017 (5 декабря) — Орден «Курмет»;

## Публикации
- Вяжущие материалы и модифицированные асфальтобетонные смеси на основе техногенного сырья для дорожного строительства [Текст] : монография / Сулейменов, Ж.Т.; Телтаев, Б.Б.; Сагындыков, А.А.; Суранкулов, Ш.Ж. — Тараз : Таразский государственный университет им. М. Х. Дулати, 2007. — 221 с. — ISBN 9965-37-097-4

## Семья
- Жена, 3 дочери.